# Deja Mušič
Deja Mušič, slovenska pevka zabavne glasbe ter radijska in televizijska voditeljica, * 24. november 1962, Ljubljana
V osemdesetih je pela v skupini De Gazelas, katere najbolj znana skladba je bila Sprašujem te luna. V devetdesetih letih je bila vokalistka priljubljene dance skupine Gimme5, vodila pa je tudi popularno TV oddajo Karaoke.
Po letu 2002 se je umaknila iz medijev.

## Zgodnja leta
Rodila se je bošnjaškim priseljencem iz Sanskega Mosta v Bosni. Odraščala je v Kresnicah. Bila je edina hči in najmlajša izmed treh otrok. Oče je umrl v delovni nesreči na železnici, ko je bila stara 5 let, najstarejši brat Mirzet pa je umrl v vojni na Hrvaškem. Oba sta pokopana v Sanskem Mostu.
Deja je končala srednjo ekonomsko šolo. Litijo je videla kot mesto, ki mladim ne nudi ničesar in jh celo kaznuje. Njena mama Fatima je bila do njenega dela najprej skeptična, nato pa jo je spodbujala.

## Kariera

### Osemdeseta leta
Leta 1982 je postala pevka skupine Make up 66, pred tem je tri leta delovala kot kantavtorica. Nekaj mesecev je sodelovala s skupino Moulin Rouge (plesna glasba), jeseni leta 1984 pa je prišla k skupini De Gazzelas (tudi De Gazelas). Z njo je dvakrat uspešno sodelovala na Opatijskem festivalu. V tem času je bila zaposlena na Radiu Ljubljana. Kot edina ženska je bila dee jay v vseh znanih slovenskih diskotekah. Nekaj oblek si je sešila sama.
Do leta 1988 je na Valu 202 s Samom Satlerjem, Alešem Drofenikom in Rihardom Kislihom ustvarjala Lestvico Slovenskih Diskotek (LSD), edino oddajo, ki je promovirala sodobno slovensko klubsko sceno. Z njo je gostovala po Sloveniji.
Bila je voditeljica TV oddaj Videogodba in Videonoč ter nočnih programov na Radiu Slovenija. Z De Gazelas je po kaseti hotela izdati še album, vendar so se razšli.
Leta 1988 je odšla v London, kjer je najprej delala v studiih WBTM, nato pa v agenciji Travel by appointment, ki se je ukvarjala z organizacijo koncertov. Poleg tega je pod imenom Deja Music ("Dejža Mjuzik") ustvarjala glasbo. Najprej je v klubih vrtela disko, ki ga je bilo na tamkajšnji sceni preveč, zato je prešla na jazz rock in soul rock, ki ga je ustvarjala s kolegom Simonom Krevsom v petčlanski zasedbi The Daydream House (ki se je imenovala tudi The Arc).

### Devetdeseta leta
Leta 1992 je vsak petek vodila kontaktno oddajo Lestvica popularnih 40 na jeseniškem Radiu Triglav. Živela je med Ljubljano in Piranom. Nadela si je ime Dea.
Od marca 1994 je vodila izjemno priljubljeno oddajo Karaoke v produkciji TV Koper - Capodistria (1994-1997, režija: Peter Juratovec). Zabava je imela prednost pred kvaliteto petja. Oddaja je potovala po Sloveniji, lokacije so predlagali posamezniki, občine in društva. Organizator je bil podjetje Obad. Leta 1996 je postala članica novonastale skupine Gimme5.
Leta 1997 je vodila prvi piknik POP kluba. Maja 1998 je po podpisu ekskluzivne pogodbe s Kanalom A začela z Andrejo Semolič voditi modno oddajo Lepota telesa.
Leta 1999 je vodila otroški del 22. festivala Melodije morja in sonca.
Pela je še v svoji skupini Deja Mušič Band, v kateri so bili še Barbara in Andreja (spremljevalni vokali), Eki Alilovski (kitara), Rok Spruk (saks), Klemen Ogrizek (bobni), Primož Ogrizek (klaviature) in Cveto Polak (bas).

### Kasneje
Leta 2000 je na sodišču dokazala, da je Kanal A kršil pogodbo in tako dobila 20.000 nemških mark odškodnine. Po ukinitvi oddaje Lepota telesa bi ji namreč morali ponuditi enakovredno oddajo, pa tega niso storili.
Bila je solastnica blagovne znamke piva Captain in Green Bear.
Leta 2002 je na TV3 vodila oddajo s karaokami, Oder dobre volje. Isto leto je na prireditvi EMA nastopila v indijskem sariju.
Leta 2008 na proslavi občine Litija ob dnevu državnosti litijskemu županu izročila Portal miru kot ambasadorka umetnikov za mir.

## Zasebno
Živela je v Logatcu in na Rudniku v Ljubljani. Z možem živi v njegovi domovini, na Švedskem, kamor je odšla okoli leta 2011.

## Nagrade
- Viktor popularnosti 1994 za TV osebnost (leta 1995)[28]
- Dannyjeva zvezda 1996 (oddaja Dannyjeve zvezde)[29]

## Diskografija

### Singli
| Leto | Naslov                  | Zasedba                      | Sklici |
| ---- | ----------------------- | ---------------------------- | ------ |
| 1986 | Sprašujem te luna       | De Gazelas                   | [ 3 ]  |
| 1988 | Nori časi               | De Gazelas                   |        |
| 1994 | Luna                    | kot solistka                 | [ 30 ] |
| 1994 | Kje ste prijazni ljudje | kot solistka                 | [ 31 ] |
| 1996 | Atlantida               | Gimme 5                      | [ 32 ] |
| 1996 | Ritem mladosti          | Gimme 5                      | [ 33 ] |
| 1996 | Do You Wanna Funk       | Gimme 5                      | [ 34 ] |
| 1996 | Mesto rož               | Gimme 5                      | [ 35 ] |
| 1996 | Tih deževen dan         | Gimme 5 s Coletom Morettijem | [ 36 ] |
| 1996 | Dobro jutro             | Gimme 5                      | [ 37 ] |
| 1996 | Ukradem te              | kot solistka                 | [ 38 ] |
| 1997 | Brez tebe               | Gimme 5                      | [ 39 ] |
| 1997 | Sledi sivih cest        | Gimme 5                      | [ 40 ] |
| 1997 | Ti                      | Gimme 5                      | [ 41 ] |
| 1997 | Mata Hari               | Gimme5                       | [ 42 ] |
| 1998 | Poletje v avtu          | Gimme 5                      | [ 43 ] |
| 1998 | Moja generacija         | s Heleno Blagne              | [ 44 ] |
| 1998 | Ljubezen                | kot solistka                 | [ 45 ] |
| 1998 | Luna 98                 | kot solistka                 | [ 46 ] |
| 1998 | Ave Marija              | kot solistka                 | [ 47 ] |
| 2000 | Ni me strah             | kot solistka                 | [ 48 ] |
| 2001 | Julij                   | kot solistka                 | [ 49 ] |

### Albumi
- 1993 Luna ZKP RTVS COBISS
- 2001 Zdravilna meditacija za dušo in telo Racman COBISS

### Sodelovanja
- 1994 Največji uspehi, Danilo Kocjančič (Helidon), kompilacija priredb v sodelovanju s številnimi glasbeniki[50]
- 1995 Zguba časa in denarja, Leteči potepuhi (Helidon) - vokal[51]
- 1998 Sentimenti, Gianni Rijavec (ZKP RTVS) - duet Poljub COBISS
- 1998 Mora, skupina Interceptor (Corona) - skladba Uničimo tabuje[52] COBISS

## Nastopi na glasbenih festivalih

### EMA
- 1998: Ljubezen (Boštjan Grabnar - Deja Mušič, Danijel Šmid - Boštjan Grabnar) - 11. mesto (1.257 telefonskih glasov)
- 2001: Angel luči (Nenad Kokovič - Nenad Kokovič - Nenad Kokovič, Igor Misdaris) s Katicami
- 2002: Shangri-la (Sewer Nuhi - Deja Mušič - Sewer Nuhi)

### Melodije morja in sonca
- 1992 Jutrišnji dan[6]
- 1998 Ne, ni me strah[53]